# August Dür
August Dür (* 3. April 1824 in Burgdorf; † 21. Dezember 1904 in Genua) war ein Schweizer Politiker. Von 1858 bis 1860 gehörte er dem Nationalrat an.

## Biografie
Wie sein Vater vor ihm war Dür ein Kaufmann; er besass eine Rotgerberei und ein Handelsgeschäft. Als Vertreter des Freisinns wurde er 1850 in den Grossen Rat des Kantons Bern gewählt, dem er drei Jahre lang angehörte. 1852 setzte er sich bei der Centralbahn dafür ein, dass die Bahnstrecke Olten–Bern über Burgdorf gebaut wurde. Ebenso war er Initiant der Emmentalbahn. Dür kandidierte 1858 mit Erfolg bei einer Nachwahl im Nationalratswahlkreis Bern-Oberaargau und trat die Nachfolge des verstorbenen Johannes Hubler an. Zu den Nationalratswahlen 1860 trat er jedoch nicht mehr an.
Von 1858 bis 1866 war Dür Präsident des Komitees der Kantonalbank-Filiale seiner Heimatstadt. 1865 stiftete er Glasfenster für die reformierte Stadtkirche Burgdorf. Ausserdem war er 1885 an der Gründung des historischen Ortsmuseums im Schloss Burgdorf beteiligt. In Burgdorf ist eine Strasse nach ihm benannt.